# Суперкубок Оману з футболу 2017
Суперкубок Оману з футболу 2017  — 17-й розіграш турніру. Матч відбувся 9 вересня 2017 року між чемпіоном Оману клубом Дофар та володарем кубка Оману клубом Ес-Сувайк.
| Володар Суперкубка Оману 2017 |
| ----------------------------- |
|                               |
| Дофар Другий титул            |

## Матч

### Деталі
| 9 вересня 2017 18:30 (EEST) |

| Дофар                                 | 2:1 | Ес-Сувайк         |
| ------------------------------------- | --- | ----------------- |
| аль-Мусаламі 40' (аг) аль-Рузаїкі 83' |     | аль-Мукбалі 90+4' |

| Аль-Сіб, Ес-Сіб |